# Пи Гидры
Пи Гидры (лат. π Hydrae), 49 Гидры (лат. 49 Hydrae), HD 123123 — двойная звезда в созвездии Гидры на расстоянии приблизительно 93 световых лет (около 28,6 парсек) от Солнца. Видимая звёздная величина звезды — +3,26m. Возраст звезды определён как около 6,29 млрд лет.

## Характеристики
Первый компонент — оранжевый гигант спектрального класса K0, или K2-IIIFe-0,5, или K2III. Масса — около 2,445 солнечной, радиус — около 11,016 солнечного, светимость — около 41,417 солнечной. Эффективная температура — около 4567 K.
Второй компонент — коричневый карлик. Масса — около 56,56 юпитерианской. Удалён в среднем на 2,015 а.е..